# Pablo Prigioni
Pablo Prigioni (Río Tercero, Córdoba, 17 de mayo de 1977) es un exjugador y entrenador argentino de básquetbol que disputó cuatro temporadas en la NBA y diez más en la ACB. Con 1,91 metros de altura, jugaba en la posición de base.
Actualmente ejerce como asistente en los Minnesota Timberwolves de la NBA y como entrenador principal de la selección argentina.

## Carrera

### Como jugador

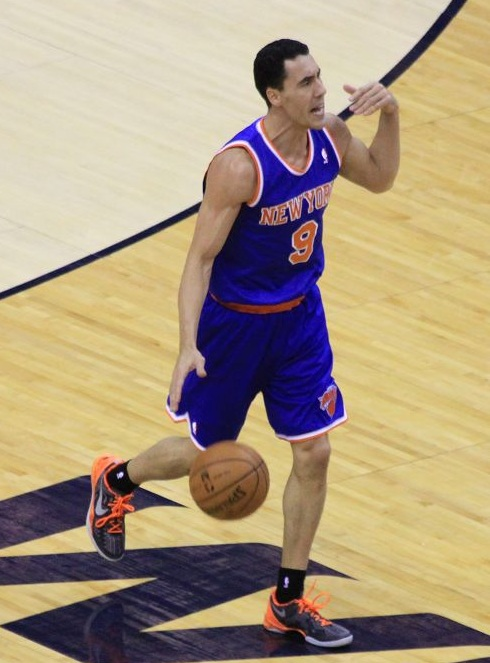
Pablo Prigioni con New York Knicks en 2013.

En febrero de 2006, conquista la Copa del Rey y es nombrado MVP del torneo. Además ostenta el récord de asistencias en un partido de Copa del Rey en España (15 en la final de 2006). Lideró el ranking de asistencias en la Euroliga de la temporada 2006-2007. Además, fue parte de la selección nacional Argentina que participó en el Campeonato Mundial de 2006 y de los Juegos Olímpicos de Pekín 2008 donde obtuvo la medalla de bronce. En 2008, formó parte de la Selección Argentina que ganó el FIBA Diamond Ball y tres años después, el Campeonato FIBA Américas 2011. Por todo esto, fue parte de la camada de jugadores argentinos pertenecientes a la que se denominó La Generación Dorada.
A mediados de 2012, con 35 años, decidió dar el salto a la NBA tras aceptar una oferta por tres temporadas con los New York Knicks. Además, participó en los Juegos Olímpicos de Londres, en los cuales Argentina quedó en la cuarta posición.
Su última de temporada como profesional, la 2016-17, la disputó en el Saski Baskonia.
El 9 de enero de 2017, a los 39 años de edad, anunció en Twitter su retirada de las canchas de baloncesto.

### Como entrenador
El 16 de junio de 2017, fue nombrado entrenador del Saski Baskonia. El 25 de octubre, tras un pobre desempeño al mando del equipo, pidió disculpas al club y a la afición por «no ser capaz de hacer un buen baloncesto» y anunció su renuncia como entrenador del Baskonia.
El 24 de abril de 2018, se une al cuerpo técnico de los Brooklyn Nets como entrenador asistente.
Tras una temporada en Brooklyn, el 7 de junio de 2019, firma como asistente de Minnesota Timberwolves.
El 1 de septiembre de 2022, se convirtió en el seleccionador nacional de Argentina. En su primer torneo oficial al frente del equipo albiceleste, ganó la medalla de oro en la Copa América de baloncesto 2022, al derrotar al combinado brasileño en la final.

## Estadísticas de su carrera en la NBA

### Temporada regular
| Año     | Equipo        | PJ  | PT | MPP  | %TC  | %3P  | %TL  | RPP | APP | ROB | TPP | PPP |
| ------- | ------------- | --- | -- | ---- | ---- | ---- | ---- | --- | --- | --- | --- | --- |
| 2012-13 | New York      | 78  | 18 | 16.2 | .455 | .396 | .880 | 1.8 | 3.0 | .9  | .0  | 3.5 |
| 2013-14 | New York      | 66  | 27 | 19.4 | .461 | .464 | .917 | 2.0 | 3.5 | 1.0 | .0  | 3.8 |
| 2014-15 | New York      | 43  | 3  | 18.5 | .422 | .374 | .846 | 1.9 | 2.4 | 1.2 | .0  | 4.7 |
| 2014-15 | Houston       | 24  | 0  | 17.7 | .343 | .275 | .867 | 1.6 | 2.8 | 1.1 | .0  | 3.0 |
| 2015-16 | L.A. Clippers | 59  | 3  | 13.9 | .374 | .295 | .875 | 1.9 | 2.2 | .9  | .0  | 2.5 |
| Total   | Total         | 270 | 51 | 16.9 | .425 | .379 | .872 | 1.9 | 2.8 | 1.0 | .0  | 3.5 |

### Playoffs
| Año   | Equipo   | PJ | PT | MPP  | %TC  | %3P  | %TL  | RPP | APP | ROB | TPP | PPP |
| ----- | -------- | -- | -- | ---- | ---- | ---- | ---- | --- | --- | --- | --- | --- |
| 2013  | New York | 11 | 10 | 20.9 | .395 | .433 | .500 | 1.5 | 3.2 | 1.3 | .1  | 4.5 |
| 2015  | Houston  | 17 | 0  | 17.2 | .333 | .293 | .750 | 1.1 | 2.3 | .9  | .0  | 3.1 |
| Total | Total    | 28 | 10 | 18.7 | .360 | .352 | .625 | 1.3 | 2.6 | 1.0 | .0  | 3.6 |

## Logros y reconocimientos

### Clubes
Belgrano de San Nicolás
- Torneo Nacional de Ascenso (TNA): 1996-1997

Baskonia
- Liga ACB (1): 2008.
- Copa del Rey (3): 2004, 2006, 2009.
- Supercopa de España (4): 2005, 2006, 2007, 2008.

### Selección nacional
- 2003 Campeonato Sudamericano de Baloncesto
- 2003 Campeonato FIBA Américas
- 2004 Campeonato Sudamericano de Baloncesto
- 2007 Torneo de las Américas
- 2008 FIBA Diamond Ball
- 2008 Juegos Olímpicos de Pekín 2008
- 2009 Campeonato FIBA Américas
- 2011 Torneo de las Américas

### Otros galardones
- Jugador de Mayor Progreso de la LNB: (1998/99)
- Copa Príncipe de Asturias (2002)
- ACB All Star Game (2003)
- Líder de la ACB en robos (2003)
- Segundo Quinteto Ideal de la Euroliga (2006)[14]
- 3x  Quinteto Ideal de la ACB (2006, 2007 y 2009)
- MVP de la Copa del Rey (2006)
- MVP Supercopa de España (2008)
- Premio Konex - Diploma al Mérito en Básquetbol (2020)